# Hypsagonus
Hypsagonus – rodzaj morskich ryb skorpenokształtnych z rodziny lisicowatych. 

## Klasyfikacja
Gatunki zaliczane do tego rodzaju:
- Hypsagonus corniger
- Hypsagonus quadricornis